# Маївниця одноцяткова
Маївниця одноцяткова (Vadonia unipunctata (Fabricius, 1787)) — вид жуків з родини Скрипунових.

## Поширення
Маївниця одноцяткова є найбільш розповсюдженим видом в Україні, трапляючись у степовій і на півдні лісостепової зон.